# Scarabaeus acuticollis
Scarabaeus acuticollis is een keversoort uit de familie bladsprietkevers (Scarabaeidae). De wetenschappelijke naam van de soort werd voor het eerst geldig gepubliceerd in 1849 door Motschulsky.